# Bugatti
A Bugatti egy francia sportautógyártó vállalat. A 20. század első felében körülbelül 8000 járművet állítottak elő, szinte kivétel nélkül a legprecízebb kézi munkával, manufakturális keretek között. Az eredeti cég a második világháború idején bukott meg sok más akkori luxusmárkához hasonlóan. Ettore Bugatti fiának, Jeannak a halála is szerepet játszott ebben. A vállalat pénzügyi nehézségekkel küszködött, utolsó modelljét az 1950-es években mutatta be, majd az 1960-as években repülőgépalkatrész-gyártó részlegéért vásárolták fel.
A valaha patinás, különleges és nagy teljesítményű gépkocsikat előállító vállalat ma a Volkswagen Csoport egyik elitmárkája.

## Története

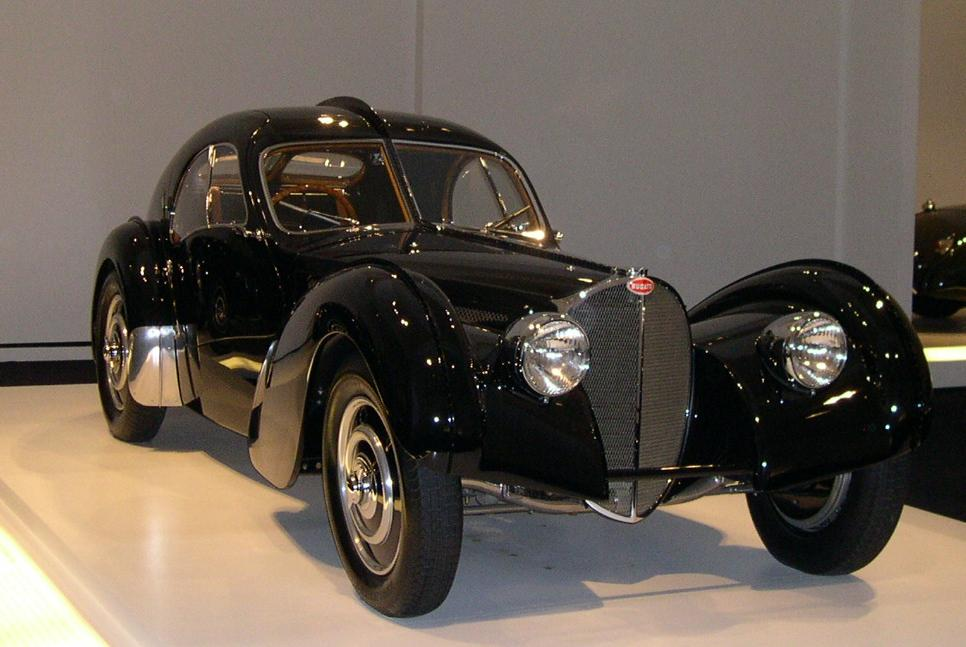
Egy 1938-as Bugatti 57SC Atlantic

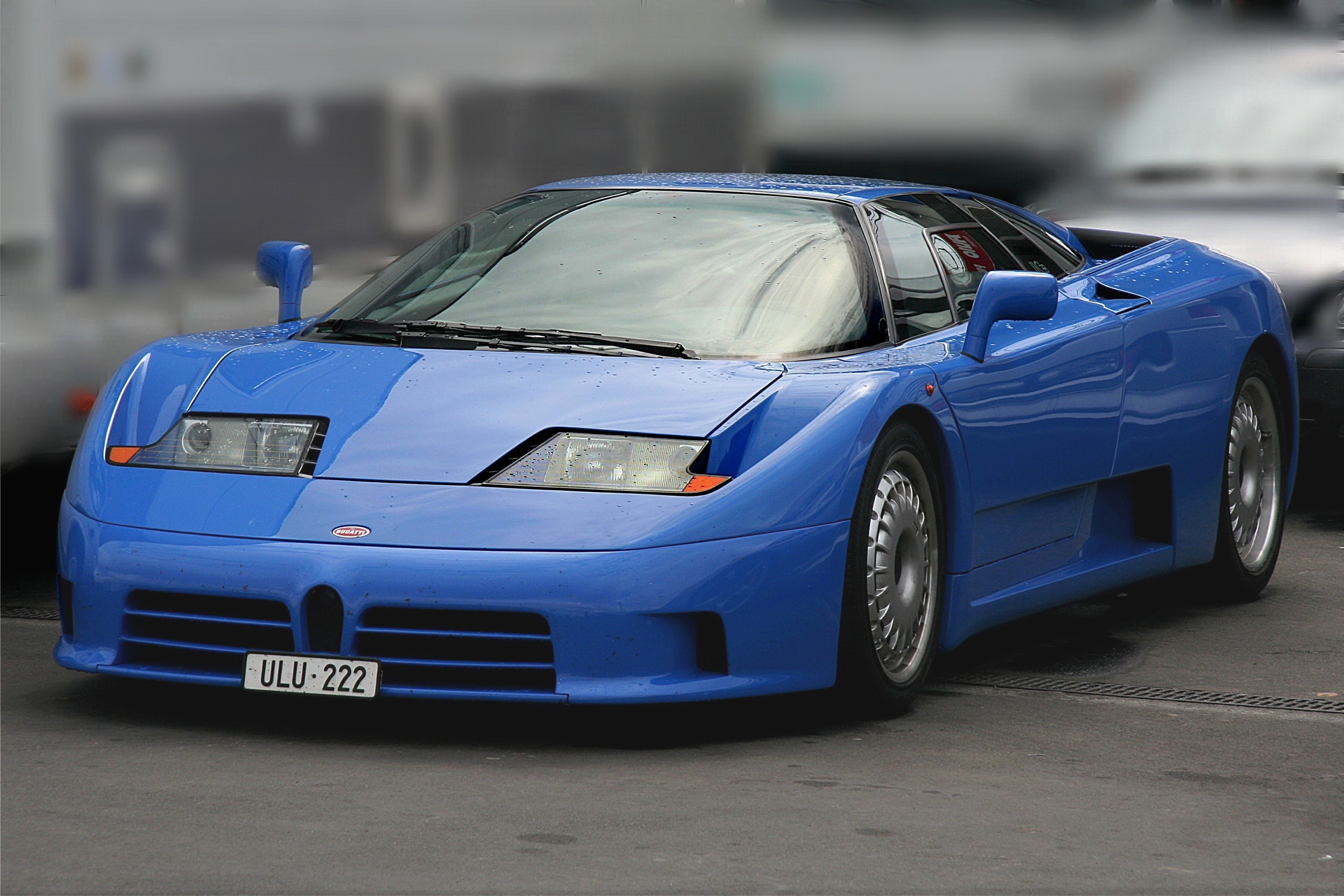
Bugatti EB110 (1996)

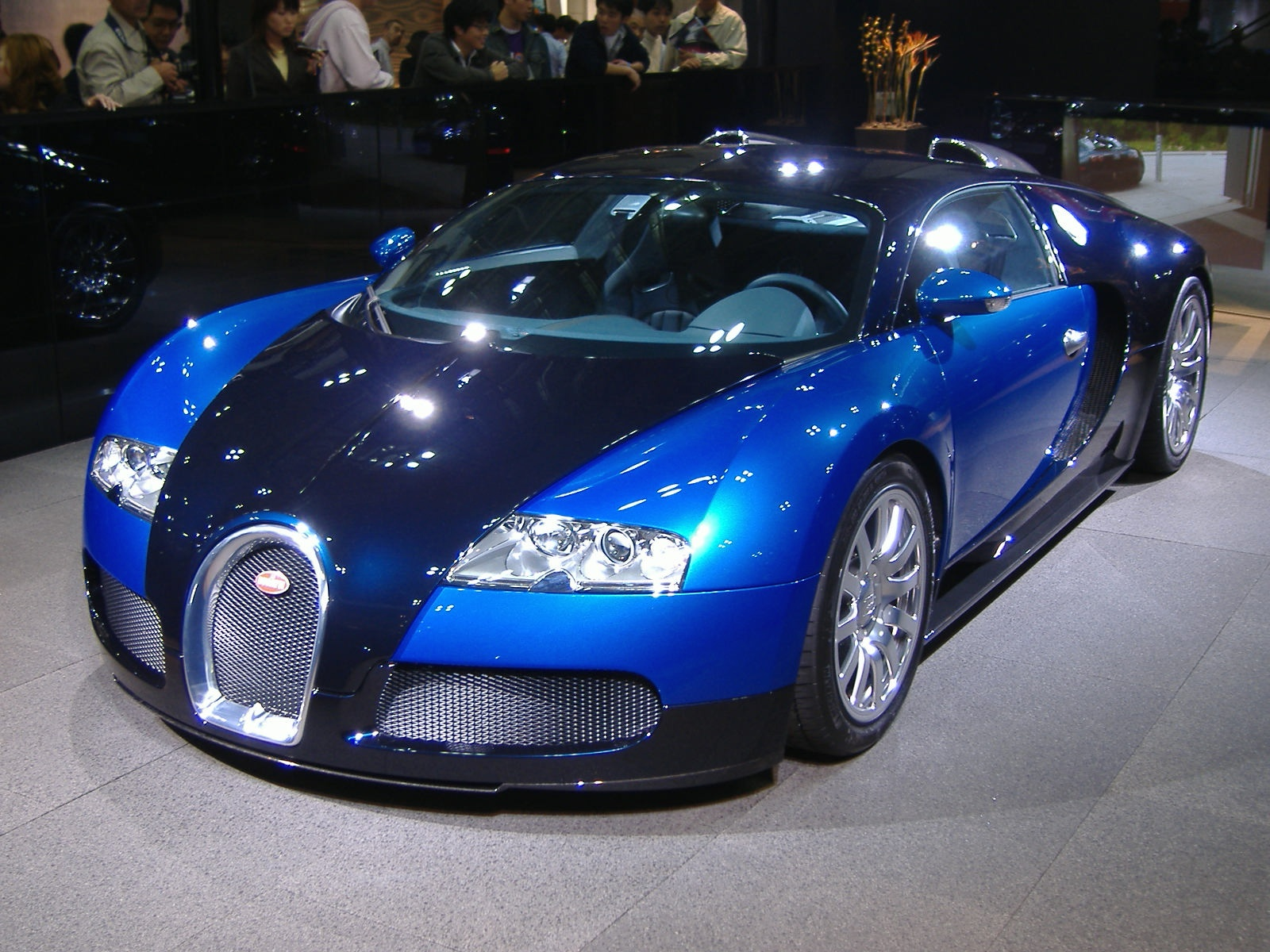
Bugatti Veyron egy tokiói kiállításon

### A kezdetek
A cégalapító, Ettore Bugatti 1881-ben született Milánóban. A műszaki tudományok iránti fogékonysága már tizenéves korában nyilvánvalóvá vált, 1909-ben már saját vállalatot alapított Molsheim városában, ami abban az időben Németországhoz tartozott. A korai modellek kicsi, egyszerűen kezelhető járművek voltak, 800-1300 cm³ lökettérfogattal. Az első világháború alatt Bugatti kénytelen volt felhagyni az autógyártással, Franciaországban tervezett repülőgépmotorokat, csak 1920-ban tért vissza Molsheimbe, ám akkorra a város már francia fennhatóság alatt állt.

### A háború után
1920-ban, a Milánoban Autókiállításon már szerepel a vállalat, a 20-as évek közepére pedig állandósul egy évi 100-150 darabos termelés, ami megteremti a lehetőséget Ettore számára, hogy új modelleket tervezzen és gyártson. Hírnevet mégis a versenypályákon szerez: a 35-ös típus, illetve különböző változatai az 1920-as években szinte csak dobogós helyezéseket értek el a Grand Prix versenyeken.

### A leghíresebb modell
1926-ban egy óriási, soros, nyolchengeres, eredetileg repülőgépek számára készült 14 700 cm³-es motort építenek egy csaknem 5 méteres alvázra. Ez lett az első 41-es típus (más néven: La Royale). Háromfokozatú váltót szereltek rá, 200 lóerős teljesítményét a hátsó kereken át vitte az útra. Karosszériájának precíz kialakítása, utasterének fényűző kényelme vetélkedett az etalonnak számító korabeli Rolls-Royce, Packard vagy Duesenberg autókkal. A legyártott járművek pontos darabszámáról nincsenek pontos információk, valószínűleg hat darab készült el a 41-es szériából.

### A világválság
A gazdasági világválság igencsak megviselte a luxusautókat előállító vállalatokat, így a Bugattit is. Kénytelenek voltak kisebb, egyszerűbb, vagyis olcsóbb modelleket gyártani. Ennek az érának a terméke a 40-es modell. Szerencsére az autó kitűnő mechanikáján nem spóroltak, a 40-es népszerű is lett: 800 darabot adtak el belőle.

### Az utolsó modell
Az 1934-ben bemutatott 57-es modell már Ettore és idősebb fia, Jean Bugatti közös munkája. A kettős vezérműtengelyes 3200 cm³-es, nyolchengeres motort és a karosszériát is Jean Bugatti tervezte. A típus sikerét a számtalan versenygyőzelem mellett a híres Le Mans-i 24 órás diadal is bizonyítja. Az egyik pilóta Pierre Veyron volt, az ő tiszteletére nevezik a 2005-ben gyártott típust Bugatti Veyronnak.

### A vég
1939. augusztus 11-én Jean Bugatti egy 57-es típus tesztelése közben halálos balesetet szenvedett Molsheim közelében. Ezt a veszteséget, illetve a második világháború pusztításait a vállalat nem tudta kiheverni, az autógyártást leállították. 1947. augusztus 21-én Ettore Bugatti meghalt, fiatalabb fia, Roland egyedül képtelen volt talpra állítani a romokban heverő gyárat. A céget 1963-ban eladták a Hispano-Suizának, majd teljesen eltűntek az autógyártók közül, folytatva a repülőgépalkatrészgyártást. A Snecma nevű francia cég 1968-ban szerezte meg először a Bugattit, majd később a Messier nevű vállalatot is. A két vállalat Messier-Bugatti néven 1977-ben fuzionált.

### Feltámad a Bugatti márka
Romano Artioli olasz vállalkozó szerezte meg a Bugatti védjegyet 1987-ben, és megalapította a Bugatti Automobili SpA nevű céget. Az új cég egy Giampaolo Benedini által tervezett gyárat épített a Modena mellett lévő Campogallianóban.
1989-re Paolo Stanzani és Marcello Gandini, a Lamborghini Miura és Countach híres tervezői bemutatták a Bugatti újjáéledését megalapozó modell terveit. Az első befejezett, a valaha készült technikailag legfejlettebb modellként hirdetett modellt Bugatti EB110 GT-nek nevezték.
Az 1990-években néhány olasz illetve maláj befektető látott fantáziát a márka újraélesztésében, így készült el az EB-110, és az EB-112. 1998-ban a márkát megvásárolta a Volkswagen AG és néhány tanulmánymodell kiállítása után 2005-ben megkezdték a Pierre Veyron után  elnevezett új szupersportkocsi gyártását. 2009-ben bemutatkozott a kabrió verzió GrandSport néven. 

## A Bugatti a Formula–1-ben
| Év   | Karosszéria      | Motor                       | Gumi   | Vezető              | 1   | 2   | 3   | 4   | 5   | 6   | 7   | 8   | Pontok | WCC |
| ---- | ---------------- | --------------------------- | ------ | ------------------- | --- | --- | --- | --- | --- | --- | --- | --- | ------ | --- |
| 1956 | Bugatti Type 251 | Bugatti nyolchengeres soros | Dunlop |                     | ARG | MON | 500 | BEL | FRA | GBR | GER | ITA | 0**    | -** |
| 1956 | Bugatti Type 251 | Bugatti nyolchengeres soros | Dunlop | Maurice Trintignant |     |     |     |     | *   |     |     |     | 0**    | -** |

* Nem ért célba

** A konstruktőrnek járó díj (WCC, World Constructors' Championship) csak 1958-tól létezik

## Fordítás
- Ez a szócikk részben vagy egészben  a   Bugatti című angol Wikipédia-szócikk fordításán alapul.  Az eredeti cikk szerkesztőit annak laptörténete sorolja fel. Ez a jelzés csupán a megfogalmazás eredetét és a szerzői jogokat jelzi, nem szolgál a cikkben szereplő információk forrásmegjelöléseként.